# Magnus Wenninger

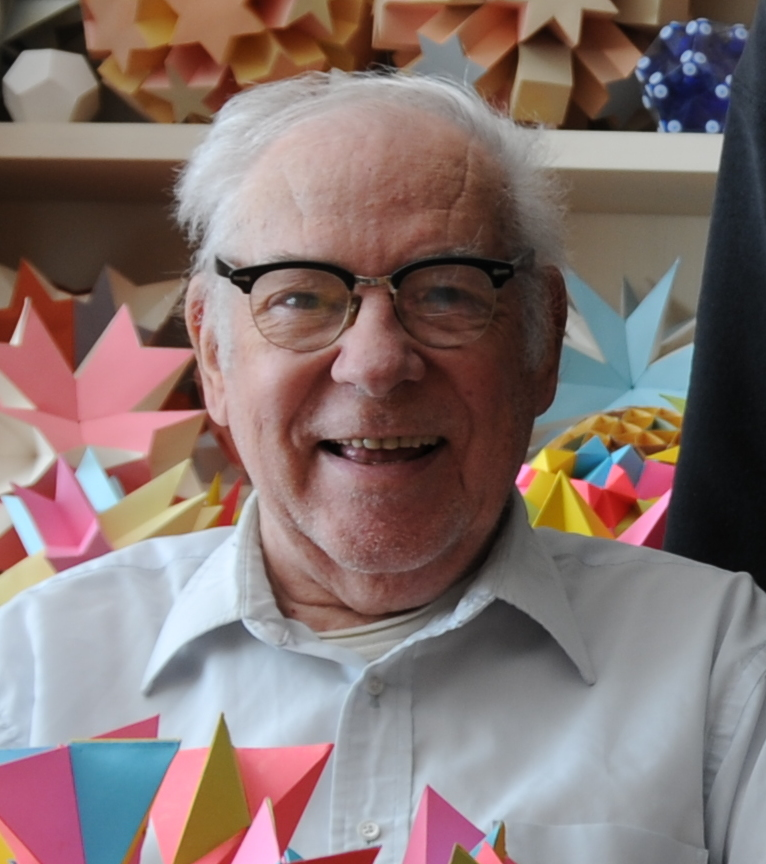
Magnus Wenninger (2009)

Magnus Joseph Wenninger (* 31. Oktober 1919 in Park Falls, Wisconsin; † 17. Februar 2017 in Collegeville, Minnesota) war ein US-amerikanischer Benediktiner-Mönch und Mathematiker, der für Polyeder-Modelle bekannt ist, über die er mehrere Bücher schrieb.

## Leben und Werk
Wenninger, der Sohn deutscher Einwanderer, studierte an der benediktinischen St. John’s University in St. Joseph (Minnesota). Er wurde 1940 Benediktiner-Mönch und nahm den Vornamen Magnus an. Da er vom Orden als Lehrer vorgesehen war, studierte er anschließend an der University of Ottawa, wo er auch eine Logik-Vorlesung hörte und seine Master-Arbeit in Philosophie 1946 über den Zahlbegriff bei Roger Bacon und Albertus Magnus schrieb. Er unterrichtete unter anderem Mathematik auf einer Schule des Ordens (St. Augustine’s College) auf den Bahamas in Nassau. 1961 machte er noch einen Master-Abschluss in Mathematikpädagogik am Columbia University Teacher College. 1981 kehrte er in das St.-John’s-Kloster zurück.
In den 1960er Jahren erschienen seine ersten Aufsätze über Polyeder. Für ein Buchprojekt musste er dem Verlag (Cambridge University Press) Modelle aller 75 uniformen Polyeder präsentieren. Dazu gehören Platonische Körper, Archimedische Körper und Sternkörper. Für die Buchausgabe 1974 kam er auf insgesamt 119 Polyedermodelle. In weiteren Büchern behandelte er auch die Projektionen auf die den Polyedern umbeschriebene Kugel und die dualen Modelle zu den uniformen Polyedern.

## Schriften
- Polyhedron Models. Cambridge University Press, 1974.
- Spherical Models. Cambridge University Press, 1979.
- Dual Models. Cambridge University Press, 1983.